# De raaf (Grimm)
De raaf is een sprookje uit Kinder- und Hausmärchen, de verzameling van de gebroeders Grimm, met als nummer KHM93. De oorspronkelijke naam is Die Rabe.

## Het verhaal
Het dochtertje van de koning verandert in een raaf, wanneer haar moeder dit wenst als ze vervelend is. Ze vliegt naar het donkere bos en vraagt een man of hij haar kan verlossen. Hij moet naar het huis van een oude vrouw gaan, maar mag niets aannemen van wat ze hem aanbiedt. Hij zal in slaap vallen als hij dit wel doet. Hij moet op een berg looi-schors gaan staan en wachten tot ze langskomt. Elke middag om twee uur zal ze in een koets arriveren, bespannen met vier witte hengsten op de eerste dag. De tweede dag zullen rode, en de derde dag zwarte hengsten de koets trekken. Als hij zal slapen, zal ze niet verlost worden.
De man komt bij de oude vrouw en eet niets, maar na een tijdje laat hij zich verleiden een slok drinken te nemen. Hij gaat naar de tuin en klimt op de looischors, maar valt in slaap. De volgende dag drinkt de man opnieuw een slok en valt weer in slaap op de berg looischors. Hij merkt niets als de raaf met vier bruine hengsten arriveert. De volgende dag vraagt de oude vrouw of hij soms wil sterven en hij antwoordt dat hij niets mag eten en drinken. Maar als hij een bord eten en een glas wijn krijgt, eet en drinkt hij toch en hij valt als een blok in slaap op de berg looischors.
Alles is zwart als de koets arriveert en de raaf legt een brood, een stuk vlees en een fles wijn naast de man. Dit zal nooit minder worden en ze legt de gouden ring van haar vinger aan zijn vinger, haar naam is erin gegraveerd. Ze laat een brief achter waarin ze schrijft dat hij haar alsnog kan verlossen. Hij moet naar het gouden kasteel van de Stroomberg en ze gaat weg. De man wordt wakker en vindt de spullen, hij gaat naar het donkere bos en doolt daar veertien dagen rond. Hij valt in slaap bij een struik en de volgende dag hoort hij gehuil en ziet lampen branden.
Hij komt bij een huis van een reus en vertelt de reus dat hij hem niet hoeft op te eten, omdat hij voor genoeg voedsel kan zorgen. De reus eet naar hartenlust van het voedsel en drinkt van de wijn, de spullen raken nooit op. Op de landkaarten van de reus staat het kasteel van de Stroomberg niet aangegeven. Als de broer van de reus thuiskomt, blijkt hij wel een kaart te hebben waarop het gouden kasteel staat aangegeven. Het is echter duizenden mijlen ver en de reus brengt de man erheen, maar de laatste honderd uur moet de man zelf afleggen. De man loopt dag en nacht door en komt bij het gouden kasteel, maar dit staat op een glazen berg.
De betoverde jonkvrouw rijdt in een koets rond het kasteel en gaat naar binnen. Als de man merkt dat hij de glazen berg niet kan bedwingen, bouwt hij een huisje en zit daar een jaar. Elke dag ziet hij de koningsdochter en op een dag ziet hij drie rovers vechten. Hij roept: "God zij met u" en herhaalt dit drie keer, maar de rovers blijven vechten. De eerste rover blijkt een stok te hebben, die elke deur opent als ermee geslagen wordt. De tweede heeft een onzichtbaarheidsmantel en de derde heeft een paard waarmee je overal kan komen. De man wil met de rovers ruilen en zegt iets waardevollers te bezitten. Hij wil echter eerst testen of ze de waarheid spreken.
Hij klimt op het paard en trekt de mantel aan, met de stok geeft hij de mannen een flink pak slaag. Ze kunnen hem niet zien en de man zegt dat de luilakken hun verdiende loon krijgen. De man gaat op het paard de glazen berg op en slaat de poort open met de stok. De jonkvrouw heeft een gouden kelk met wijn en de man haalt de ring van zijn vinger en gooit deze in de kelk zodat hij rinkelt. De jonkvrouw herkent haar ring en weet dat haar verlosser is gekomen. Ze zoeken de man, die weer naar buiten is gegaan. Hij neemt de mantel af en de mensen schreeuwen van vreugde. De koningsdochter valt in zijn armen en de volgende dag zal de bruiloft worden gevierd.

## Achtergronden bij het verhaal
- Het sprookje komt uit streek van de Leine.
- Het sprookje is (waarschijnlijk) gebaseerd op een middeleeuwse ridderroman, er zijn ook soortgelijke Scandinavische liederen en sagen. Het sprookje is niet wijdverbreid.
- Reuzen worden ook beschreven in De koning van de gouden berg (KHM92), De trommelslager (KHM193), De kristallen bol (KHM197). In KHM92 neemt de held een ...
- Een mens omgetoverd als dier komt voor in bijvoorbeeld De twaalf broeders (KHM9), Broertje en zusje (KHM11), De drie mannetjes in het bos (KHM13), De drie veren (KHM63), De gauwdief en zijn meester (KHM93), De groente-ezel (KHM122), De ijzeren kachel (KHM127), Het lammetje en het visje (KHM141), Sneeuwwitje en Rozerood (KHM161), Het boshuis (KHM169) en De kristallen bol (KHM197).
- Drie toverdingen komen ook voor in Tafeltje dek je, ezeltje strek je en knuppel uit de zak (KHM36), De gouden gans (KHM64), De koning van de gouden berg (KHM92), De jood in de doornstruik (KHM110), De ijzeren kachel (KHM127), De waternimf in de vijver (KHM181) en Het klosje, de schietspoel en de naald (KHM188).
- Vergelijkbare sprookjes zijn De twaalf broeders (KHM9), De zeven raven (KHM25) De trommelslager (KHM193).
- Een glazen berg komt ook voor in De koning van de gouden berg (KHM92), De ijzeren kachel (KHM127), De drie zwarte prinsessen (KHM137), De trommelslager (KHM193), De oude Rinkrank (KHM196), De kristallen bol (KHM197) en het vervallen sprookje KHM59a.
- In vele sprookjes komen voorwerpen voor waarmee onzichtbaarheid kan worden bereikt, ook in het sprookje De koning van de gouden berg (KHM92) (hierin wordt ook een magische schoen en een degen meegenomen). Al in de Griekse mythologie kwamen dit soort voorwerpen voor (de helm van Hades, enkele versies van verhalen over Perseus die - met de helm van Athena - Medusa verslaat). In de noordse (huliðshjálmr van de Noorse dwergen en Fafnirs helm) en Welshe mythologie (Caswallawn) komt een onzichtbaarheidsmantel voor. Ook in de verhalen over Harry Potter komt een onzichtbaarheidsmantel voor. Zie ook Aegis (mythologie).
- Kleuren spelen vaak een symbolische rol in sprookjes.
- In slaap raken na het eten van voedsel of drinken van drank komt in veel sprookjes voor. Zie bijvoorbeeld Jorinde en Joringel (KHM69), De oude vrouw in het bos (KHM123) en Het boshuis (KHM169). Sneeuwwitje (KHM53) valt in slaap na het eten van een (giftige) appel.
- De kleuren wit, zwart en rood kunnen gezien worden als verwijzing naar de hemel, aarde en mens. Zie ook Sneeuwwitje (KHM53). In Van de wachtelboom (KHM47) is sprake van een kind zo rood als bloed en zo wit als sneeuw.